# 白金汉大学
白金汉大学（英語：The University of Buckingham）是英国一所非營利性私立大学，是英國第一所私立大學。

## 历史
于1976年以「白金汉大学学院」（University College of Buckingham）的名称创立。1983年，該學院获得皇家特许状后正式改称大学。今白金漢大學座落于离英格兰米尔顿凯恩斯北部约十五英里白金汉郡的白金汉。